# Rosalie Gicanda
Rosalie Gicanda (1928 – 20 de abril de 1994) fue una reina ruandesa, cónyuge del Mwami (Rey en el idioma Kiñaruanda) Mutara III de Ruanda. Después de que su esposo falleciera bajo extrañas circunstancias en 1959, la monarquía ruandesa duró solo dos años más, bajo la jefatura del Mwami Kigeli V y llegó a su fin en 1961. Sin embargo, la reina continuó viviendo en Butare, Ruanda, junto con su madre y varias damas de compañía.

## Asesinato
El 20 de abril de 1994, cuando el genocidio ruandés comenzó de manera formal Butare, un destacamento de soldados al mando del teniente Pierre Bizimana, actuando bajo las órdenes del capitán Idelphonse Nizeyimana, secuestró a la exmonarca junto con otras personas desde su residencia. Luego trasladaron a los cautivos detrás del Museo Nacional y los fusilaron. La única sobreviviente fue una pequeña niña, quién posteriormente relató la historia de la matanza. Dos días después, la madre de la Reina también murió asesinada. A petición de un sacerdote, el alcalde de Butare, Kanyabashi, recuperó el cuerpo de la reina Gicanda y fue sepultada en el patio junto a su casa.

## Reacción pública
La Reina era un símbolo viviente  para los tutsis, y su homicidio fue un fuerte impacto público. Señaló efectivamente el inicio de asesinatos en masa en el área de Butare, que presenció algunas de las peores atrocidades cometidas durante el conflicto.
Después del genocidio, una corte marcial ruandesa encontró a Bizimana y al soldado de 1.ª Clase Aloys Mazimpaka culpables de genocidio y del asesinato de la Reina Gicanda y su familia. (Chambre Specialisée du Conseil de Guerre de Butare, case no. LMD 187, #elepé 0001-PS 97, Juicio realizado el 27 de julio de 1998). Bizimana fue sentenciado a muerte, mientras que Mazimpaka recibió cadena perpetua.
El 6 de octubre de 2009, el exjefe de inteligencia Idélphonse Nizeyimana fue arrestado en Kampala, Uganda. Nizeyimana fue uno de los sospechosos más buscados del genocidio ruandés.  El 19 de junio de 2012, fue condenado por el Tribunal Penal Internacional para Ruanda por ordenar el asesinato de la exmonarca tutsi así como otros asesinatos, y condenado a prisión perpetua.